# Белый поток
«Белый поток» (англ. White Stream) — нереализованный проект украинского газопровода в обход России из Грузии в Европу. Трасса газопровода должна была проходить по дну Чёрного моря из Батуми на Украину.
Впервые идея газопровода была представлена украинскими чиновниками в 2005 году. В 2006—2007 годах проект обсуждался на различных международных конференциях. В мае 2007 года идея была представлена на Венском газовом форуме, и на Конференции ЭнергоБезопасности 11 октября 2007 во время встречи на высшем уровне в Вильнюсе (the summit-level Energy Security Conference in Vilnius).
По первоначальной концепции разработчиков, «White Stream» должен был стать главным энергетическим проектом блока ГУАМ. Газ с азербайджанского месторождения «Шах-Дениз» перекачивался бы по дну Чёрного моря через Грузию на Украину и далее в страны ЕС. Туркменистан предполагалось подключить лишь в среднесрочной перспективе.

## Маршрут
Трубопровод предполагалось подключить к Южно-кавказскому газопроводу рядом с Тбилиси приблизительно в 100 км от Чёрного моря. Далее около 650 км по дну Чёрного моря к Крыму и у Феодосии связать с транзитной системой Украины. Альтернативный план предлагал продлить подводный трубопровод до Румынии.

## Технические особенности
В первой стадии начальная вместимость трубопровода была бы 8 миллиардов кубических метров газа ежегодно. На данном этапе трубопровод поставлялся бы от месторождения газа Шах-Дениз в Азербайджане в Каспийском море. Позже возможно было бы подключить Белый Поток с запланированным Транскаспийским газопроводом. В этом случае вторая линия трубопровода будет положена по морскому дну Каспия, и пропускная способность увеличится до 24-32 миллиардов кубических метров газа ежегодно.
Диаметр грузинской секции будет 1067 мм для береговой секции и 610 мм для подводной секции. Ожидалось, что в Крыму наиболее вероятно будет использоваться существующий трубопровод диаметром 508 мм.
Долгосрочный план по заполнению газом White Stream:
| Фазы разработки                                                   | млрд. м³ |
| #1 фаза Азербайджанский газ                                       | 8        |
| #2 фаза Азербайджанский или казахстанский (при необходимости) газ | 8        |
| #3 фаза Дополнительный казахский или туркменский газ              | 16       |
| Общее количество                                                  | 32       |

## Проектирующая компания
Проект разрабатывался основанным в Лондоне GUEU — White Stream Pipeline Company, во главе с Pipeline Systems Engineering (PSE) и Radon-Ishizumi consulting and engineering companies.

## Перспективы реализации
Предполагалось что финансирование проекта может осуществляться посредством финансовых инструментов единой трансъевропейской энергетической сети.
Загруженность подобного трубопровода газом не обеспечена. Туркменистан указал на отсутствие каких-либо переговоров. По оценкам многих экспертов, у Туркменистана большая часть добываемых объёмов на много лет вперёд законтрактована Россией (см. Прикаспийский газопровод), а остальная часть туркменского газа идёт в Китай по газопроводу Туркменистан — Китай.
«Белый поток» был конкурирующим проектом Nabucco. В настоящее время проект Nabucco закрыт, а проект «Белый поток» в его ранее планировавшемся виде нереализуем из-за изменившейся политической ситуации — так как Крым аннексирован Россией